# Albert Nègre
Albert Nègre est un ecclésiastique français, évêque de Tulle puis archevêque de Tours, né le 13 février 1853 à Saint-Bonnet-de-Chirac et mort le 5 février 1931 à Tours.

## Biographie
Issu d'une famille nombreuse originaire de l'Aubrac, Albert Nègre est né en 1853 en Lozère, sur la commune de Saint-Bonnet-de-Chirac.
Il devient prêtre le 20 avril 1878 en la basilique Saint-Jean-de-Latran et étudie jusqu'en 1879 au Collège romain. Il devient docteur en théologie et licencié en droit canonique. Il est ensuite professeur de dogme au Grand Séminaire de Mende en 1881.
Il est supérieur du Grand Séminaire de Mende lorsqu'il est consacré évêque de Tulle, en Corrèze, le 23 août 1908. Sous son épiscopat, il confie le catéchisme dans les paroisses à deux mille dames catéchistes. Cinq ans plus tard, le 5 août 1913, il devient évêque puis archevêque métropolitain de Tours. 
En février 1917, il sacre son cousin, Paul Nègre, à Mende.
Décédé le 5 février 1931, il est inhumé en la cathédrale Saint-Gatien de Tours.
Pour l'anecdote, il faut noter qu'Albert Nègre est entré en littérature par la petite porte. En effet, il était l'oncle de la belle-sœur de Céleste Albaret, servante immortalisée par l'auteur d'À la recherche du temps perdu sous le nom de Françoise. C'est ainsi que le prélat se trouve cité dans un poème de Marcel Proust :

« Grande, fine, belle et maigre,

Tantôt lasse, tantôt allègre,

Charmant les princes comme la pègre,

Lançant à Marcel un mot aigre,

Lui rendant pour le miel le vinaigre,

Spirituelle, agile, intègre,

Telle est la nièce de Nègre. »

## Iconographie

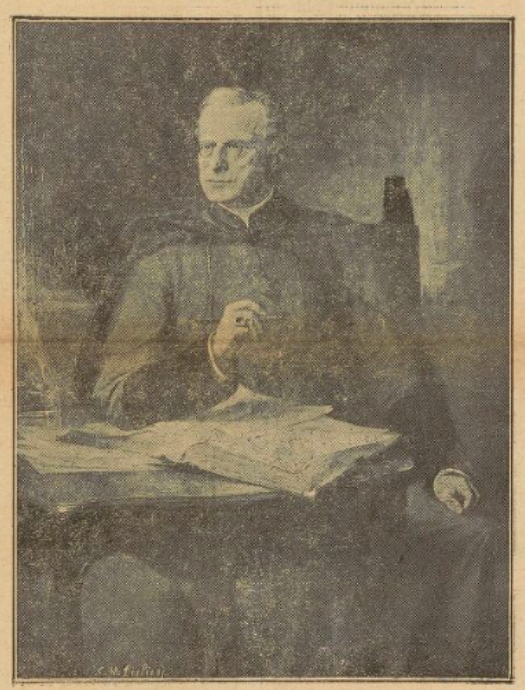
Monseigneur Nègre par les sœurs Desliens

Au salon de la Société nationale des beaux-arts de 1922 fut exposé un portrait de l'archevêque Négre, peint par mesdemoiselles Cécile et Marie Desliens. 

## Armes
Coupé : au 1er d'azur chargé d'une croix potencée d'or, au 2d d'or à cinq pals de gueules.